# 大阪市立生野第二工業高等学校
大阪市立生野第二工業高等学校（おおさかしりつ いくのだいにこうぎょうこうとうがっこう）は、かつて大阪府大阪市生野区生野東二丁目にあった公立工業高等学校。2004年に閉校した。

## 概要
夜間定時制課程を単独設置し、全日制の大阪市立生野工業高等学校と校舎・敷地を共用していた。
機械科と電気科の工業系2学科を設置していた。また一時普通科を併設していたこともあったが、短期間で廃止されている。
2000年に募集停止となった。存続運動なども起こったが覆すことはできず、最後の卒業生を出した2004年3月に廃校となった。

## 沿革
1943年に4年制の夜間課程・大阪市立生野工業学校第二本科として、大阪市立生野工業学校（のちの大阪市立生野工業高等学校）に併設されたことが、学校の起源となっている。1945年7月には、大阪大空襲で被災したために廃校となった大阪市立難波工業学校第二本科を統合している。
1948年の学制改革で大阪市立生野工業高等学校が発足し、同校の夜間課程（4年制、1950年定時制課程に改称）へと改編された。1948年時点では機械科を設置していたが、翌1949年には普通科を併設して総合制課程をとった。1950年には電気科も併設している。
1953年4月1日付けで定時制課程が独立し、大阪市立生野第二工業高等学校として開校した。敷地は引き続き大阪市立生野工業高等学校と同じ場所に設置し、校舎を時間差で共有する形となった。
1955年には普通科を募集停止し、卒業生を出したあとの1958年に廃止している。その後は閉校まで、機械科・電気科の2学科体制となった。
1983年には社会人を対象にした、編入者向けの情報処理技術コースを設置した。また1992年には大阪市立中央高等学校との併修により、3年で卒業可能な制度を導入した。
しかし大阪市教育委員会から廃校の方針が打ち出され、2000年以降新入生募集を停止し、最終学年が卒業した2004年3月に閉校した。

### 年表
- 1943年4月1日 - 大阪市立生野工業学校第二本科として発足。
- 1948年4月1日 - 学制改革に伴い、大阪市立生野工業高等学校夜間課程となる。
- 1950年4月1日 - 大阪市立生野工業高等学校定時制課程へ改称。
- 1953年4月1日 - 大阪市立生野工業高等学校から分離し、定時制単独の大阪市立生野第二工業高等学校が発足。
- 1983年 - 電気科の中に、編入者向けの情報処理技術コースを設置。
- 1992年 - 大阪市立中央高等学校との併修により、3年で卒業可能な制度を導入。
- 2004年3月 - 最後の学年が卒業したことに伴い、閉校。